# کلنو سفلی
کلنو سفلی، روستایی است از توابع شهرستان کلاردشت در استان مازندران ایران.

## جمعیت
براساس سرشماری مرکز آمار ایران در سال ۱۳۸۵، جمعیت آن ۶۸۶ نفر (۱۸۵خانوار) بوده‌است. مردم کلنو سفلی از قومیت طبری هستند. مردم کلنو سفلی به زبان طبری با گویش کلارستاقی سخن می‌گویند.